# 大正島

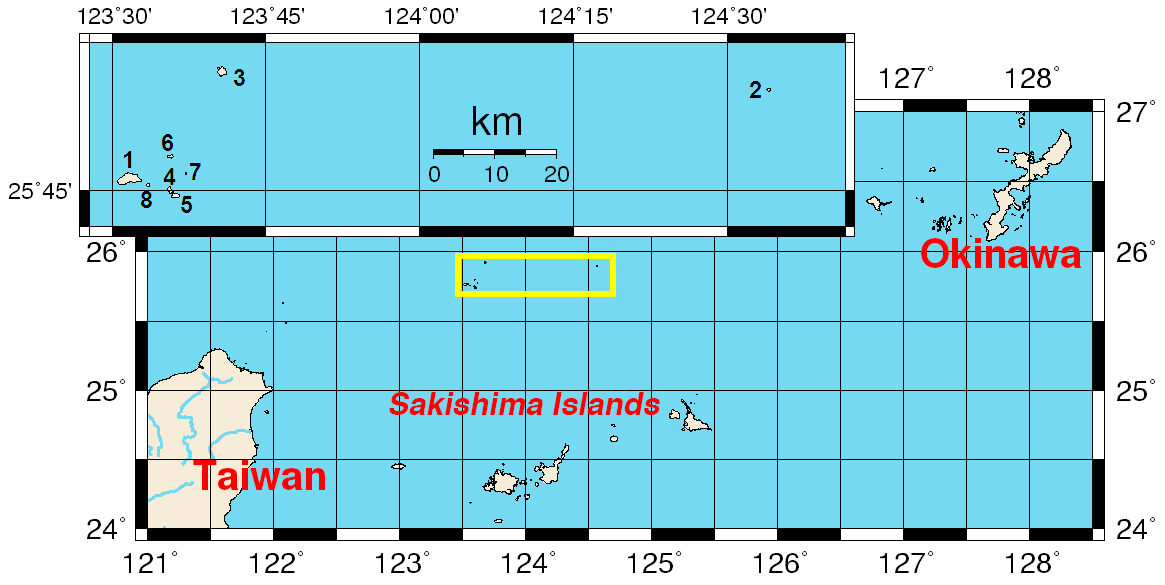
尖閣諸島の位置図（左上は拡大図）
1.魚釣島 2.大正島 3.久場島 4.北小島 5.南小島 6.沖の北岩 7.沖の南岩 8.飛瀬

大正島（たいしょうとう、たいしょうじま）は、尖閣諸島の無人島のひとつ。日本国が実効支配し、中華人民共和国と中華民国が領有権を主張している。日本の行政区分では沖縄県石垣市に属する。別名は赤尾嶼（せきびしょ）。
日本名の「大正島」について日本政府は地元で呼ばれている名称を地方公共団体が調査し使用しているとしている。久米島に近いことから先島諸島の島民には久米赤島と呼ばれており、琉球王国の文書には赤尾嶼との記載がある。日本政府は「赤尾嶼」という名称についても「我が国において従来から使用されてきているもの」としている。中国名では「赤尾嶼」という名称を使用している。

## 概要
石垣島北方約180キロメートルの尖閣諸島の東端に位置する無人島。主島の魚釣島からの距離は約103キロメートルと、尖閣諸島の他の島からはかなり離れている。また、宮古列島の多良間島・水納島からはほぼ真北に位置する。面積は0.041368平方キロメートル（石垣市土地台帳の数値）。標高は75メートル。
大陸棚の東端に位置し東西方向にのびる主岸壁と標高の低い複数の岸壁からなる。
同じく尖閣諸島に属する久場島とともに在日米軍の射爆撃場に設定されているが、1978年6月以降使用されていない状況にある。
国有地であり、上陸するためには日本政府の許可が必要である。日本が領有し実効支配しているが、中華人民共和国及び中華民国も「赤尾嶼」の領有権を主張している。
日本の行政区分では沖縄県石垣市登野城尖閣2394番地にあたる。
大正島のすぐ北には、日本の排他的経済水域（EEZ）の基点となる小島があるが、同島は2012年3月2日に北小島と命名されるとともに、3月23日に国有財産台帳に記載されて国有地であることが明確にされている。

## 歴史
- 1561年 - 明国琉球使節の郭汝霖『石泉山房文集』に「界地名｢赤嶼｣」として記される[10]。
- 琉球王国の文書には赤尾嶼として記載されている[5]。
- 1895年1月14日 - 日本領に編入される。
- 1921年7月 - 「大正島」に改名し登記された。
- 1946年2月2日 - 北緯30度以南がアメリカ軍の軍政下に置かれる。
- 1952年4月28日 - サンフランシスコ平和条約の発効により、琉球政府の施政下に入る。
- 1956年4月 - 米軍演習地として使用を開始。
- 1970年7月 - 琉球政府が尖閣諸島の魚釣島、久場島、大正島、北小島、南小島に不法入域防止のための警告板を設置した[11]。
- 1972年5月15日 - 本土復帰。
- 1972年5月15日 - 日米合同委員会において、日米両政府が、久場島及び大正島を爆撃場として米軍に提供することに合意した[6]。